# Championnats du monde d'escalade 1991
Navigation
Innsbruck 1993
La première édition des Championnats du monde d'escalade s'est tenue à Francfort, en Allemagne, le 2 octobre 1991.
François Legrand et Susi Good sont désignés champion et championne du monde en escalade de difficulté.
Hans Florine et Isabelle Dorsimond sont désignés champion et championne du monde en escalade de vitesse.

## Podiums
Difficulté
| Catégorie | Or               | Argent             | Bronze            |
| --------- | ---------------- | ------------------ | ----------------- |
| Hommes    | François Legrand | Yuji Hirayama      | Guido Köstermeyer |
| Femmes    | Susi Good        | Isabelle Patissier | Robyn Erbesfield  |

Vitesse
| Catégorie | Or                 | Argent        | Bronze             |
| --------- | ------------------ | ------------- | ------------------ |
| Hommes    | Hans Florine       | Jacky Godoffe | Kairat Rakhmetov   |
| Femmes    | Isabelle Dorsimond | Agnès Brard   | Venera Chereshneva |